# Barbados az 1996. évi nyári olimpiai játékokon
Barbados az egyesült államokbeli Atlantában megrendezett 1996. évi nyári olimpiai játékok egyik részt vevő nemzete volt. Az országot az olimpián 7 sportágban 13 sportoló képviselte, akik érmet nem szereztek.

## Atlétika
Férfi
| Versenyző        | Versenyszám | Előfutam | Előfutam | Előfutam | Negyeddöntő | Negyeddöntő | Negyeddöntő | Elődöntő | Elődöntő | Elődöntő | Döntő   | Döntő    |
| Versenyző        | Versenyszám | Idő      | Hely.    | Össz.    | Idő         | Hely.       | Össz.       | Idő      | Hely.    | Össz.    | Idő     | Helyezés |
| ---------------- | ----------- | -------- | -------- | -------- | ----------- | ----------- | ----------- | -------- | -------- | -------- | ------- | -------- |
| Kirk Cummins     | 100 m       | 10,33    | 3.       | 23.***   | 10,45       | 8.          | 37.         | kiesett  | kiesett  | kiesett  | kiesett | kiesett  |
| Obadele Thompson | 100 m       | 10,33    | 1.       | 23.***   | 10,14       | 3.          | 10.         | 10,16    | 6.       | 10.**    | kiesett | kiesett  |
| Obadele Thompson | 200 m       | 20,42    | 2.       | 6.       | 20,53       | 3.          | 12.*        | 20,32    | 4.       | 5.       | 20,14   | 4.       |

| Versenyző      | Versenyszám | 100 m | 100 m | Távolugrás | Távolugrás | Súlylökés | Súlylökés | Magasugrás | Magasugrás | 400 m            | 400 m            | 110 m gát        | 110 m gát        | Diszkoszvetés    | Diszkoszvetés    | Rúdugrás         | Rúdugrás         | Gerelyhajítás    | Gerelyhajítás    | 1500 m           | 1500 m           | Végeredmény   | Végeredmény   |
| Versenyző      | Versenyszám | Idő   | Pont  | Eredmény   | Pont       | Eredmény  | Pont      | Eredmény   | Pont       | Idő              | Pont             | Idő              | Pont             | Eredmény         | Pont             | Eredmény         | Pont             | Eredmény         | Pont             | Idő              | Pont             | Pont          | Helyezés      |
| -------------- | ----------- | ----- | ----- | ---------- | ---------- | --------- | --------- | ---------- | ---------- | ---------------- | ---------------- | ---------------- | ---------------- | ---------------- | ---------------- | ---------------- | ---------------- | ---------------- | ---------------- | ---------------- | ---------------- | ------------- | ------------- |
| Victor Houston | Tízpróba    | 10,76 | 915   | 753 cm     | 942        | 11,97 m   | 605       | 195 cm     | 758        | nem állt rajthoz | nem állt rajthoz | nem állt rajthoz | nem állt rajthoz | nem állt rajthoz | nem állt rajthoz | nem állt rajthoz | nem állt rajthoz | nem állt rajthoz | nem állt rajthoz | nem állt rajthoz | nem állt rajthoz | nem ért célba | nem ért célba |

Női
| Versenyző              | Versenyszám | Előfutam | Előfutam | Előfutam | Negyeddöntő | Negyeddöntő | Negyeddöntő | Elődöntő | Elődöntő | Elődöntő | Döntő   | Döntő    |
| Versenyző              | Versenyszám | Idő      | Hely.    | Össz.    | Idő         | Hely.       | Össz.       | Idő      | Hely.    | Össz.    | Idő     | Helyezés |
| ---------------------- | ----------- | -------- | -------- | -------- | ----------- | ----------- | ----------- | -------- | -------- | -------- | ------- | -------- |
| Melissa Straker-Taylor | 400 m       | 52,92    | 6.       | 33.*     | kiesett     | kiesett     | kiesett     | kiesett  | kiesett  | kiesett  | kiesett | kiesett  |

* - egy másik versenyzővel azonos eredményt ért el

** - két másik versenyzővel azonos eredményt ért el

*** - három másik versenyzővel azonos eredményt ért el

## Cselgáncs
Férfi
| Versenyző    | Versenyszám | Selejtező         | 32-es főtábla                | Nyolcaddöntő      | Negyeddöntő       | Elődöntő          | Vigaszág első kör | Vigaszág negyeddöntő | Vigaszág elődöntő | Bronz- mérkőzés   | Döntő             | Helyezés |
| Versenyző    | Versenyszám | Ellenfél Eredmény | Ellenfél Eredmény            | Ellenfél Eredmény | Ellenfél Eredmény | Ellenfél Eredmény | Ellenfél Eredmény | Ellenfél Eredmény    | Ellenfél Eredmény | Ellenfél Eredmény | Ellenfél Eredmény | Helyezés |
| ------------ | ----------- | ----------------- | ---------------------------- | ----------------- | ----------------- | ----------------- | ----------------- | -------------------- | ----------------- | ----------------- | ----------------- | -------- |
| Andrew Payne | Könnyűsúly  | erőnyerő          | Vladimer Dgebuadze (GEO) · V | kiesett           | kiesett           | kiesett           |                   |                      |                   |                   |                   | 21.      |

## Ökölvívás
| Versenyző     | Versenyszám | Selejtező                  | Nyolcaddöntő      | Negyeddöntő       | Elődöntő          | Döntő             | Helyezés |
| Versenyző     | Versenyszám | Ellenfél Eredmény          | Ellenfél Eredmény | Ellenfél Eredmény | Ellenfél Eredmény | Ellenfél Eredmény | Helyezés |
| ------------- | ----------- | -------------------------- | ----------------- | ----------------- | ----------------- | ----------------- | -------- |
| John Kelman   | Pehelysúly  | Nagy János (HUN) · RSC     | kiesett           | kiesett           | kiesett           | kiesett           | 17.      |
| Marcus Thomas | Középsúly   | Mohamed Bahari (ALG) · RSC | kiesett           | kiesett           | kiesett           | kiesett           | 17.      |

RSC - a mérkőzésvezető megállította a mérkőzést

## Sportlövészet
Férfi
| Versenyző       | Versenyszám | Selejtező | Selejtező | Döntő   | Döntő    |
| Versenyző       | Versenyszám | Pont      | Helyezés  | Pont    | Helyezés |
| --------------- | ----------- | --------- | --------- | ------- | -------- |
| Michael Maskell | Skeet       | 112       | 49.*      | kiesett | kiesett  |

* - három másik versenyzővel azonos eredményt ért el

## Torna
Férfi
| Versenyző        | Versenyszám      | Selejtező | Selejtező | Döntő    | Döntő    |
| Versenyző        | Versenyszám      | Pontszám  | Helyezés  | Pontszám | Helyezés |
| ---------------- | ---------------- | --------- | --------- | -------- | -------- |
| Shane de Freitas | Talaj            | 17,275    | 90.       | kiesett  | kiesett  |
| Shane de Freitas | Ugrás            | 18,650    | 72.*      | kiesett  | kiesett  |
| Shane de Freitas | Korlát           | 17,525    | 85.       | kiesett  | kiesett  |
| Shane de Freitas | Nyújtó           | 18,000    | 76.       | kiesett  | kiesett  |
| Shane de Freitas | Gyűrű            | 16,650    | 94.       | kiesett  | kiesett  |
| Shane de Freitas | Lólengés         | 15,275    | 97.       | kiesett  | kiesett  |
| Shane de Freitas | Egyéni összetett | 103,375   | 73.       | kiesett  | kiesett  |

* - egy másik versenyzővel azonos eredményt ért el

## Úszás
Férfi
| Versenyző     | Versenyszám | Előfutam | Előfutam | Előfutam | Döntő   | Döntő   | Döntő   | Helyezés |
| Versenyző     | Versenyszám | Idő      | Hely.    | Össz.    | Típus   | Idő     | Hely.   | Helyezés |
| ------------- | ----------- | -------- | -------- | -------- | ------- | ------- | ------- | -------- |
| Nicky Neckles | 100 m hát   | 57,91    | 1.       | 35.      | kiesett | kiesett | kiesett | kiesett  |
| Nicky Neckles | 200 m hát   | 2:05,88  | 1.       | 28.      | kiesett | kiesett | kiesett | kiesett  |

Női
| Versenyző       | Versenyszám | Előfutam | Előfutam | Előfutam | Döntő | Döntő | Döntő | Helyezés |
| Versenyző       | Versenyszám | Idő      | Hely.    | Össz.    | Típus | Idő   | Hely. | Helyezés |
| --------------- | ----------- | -------- | -------- | -------- | ----- | ----- | ----- | -------- |
| Leah Martindale | 50 m gyors  | 25,76    | 3.       | 7.       | A     | 25,49 | 5.    | 5.       |
| Leah Martindale | 100 m gyors | 56,13    | 5.       | 10.      | B     | 56,03 | 4.    | 12.      |

## Vitorlázás
Férfi
| Versenyző       | Versenyszám     | Futam | Futam | Futam | Futam | Futam | Futam | Futam | Futam | Futam | Pontszám | Helyezés |
| Versenyző       | Versenyszám     | 1     | 2     | 3     | 4     | 5     | 6     | 7     | 8     | 9     | Pontszám | Helyezés |
| --------------- | --------------- | ----- | ----- | ----- | ----- | ----- | ----- | ----- | ----- | ----- | -------- | -------- |
| O’Neal Marshall | Szörfvitorlázás | (45)  | 41    | (44)  | 37    | 37    | 40    | 23    | 35    | 27    | 240,0    | 41.      |

Nyílt
| Versenyző     | Versenyszám | Futam | Futam | Futam | Futam | Futam | Futam | Futam    | Futam | Futam | Futam | Futam | Pontszám | Helyezés |
| Versenyző     | Versenyszám | 1     | 2     | 3     | 4     | 5     | 6     | 7        | 8     | 9     | 10    | 11    | Pontszám | Helyezés |
| ------------- | ----------- | ----- | ----- | ----- | ----- | ----- | ----- | -------- | ----- | ----- | ----- | ----- | -------- | -------- |
| Rodney Reader | Laser       | 52    | 47    | 52    | 46    | 52    | (57*) | (57 PMS) | 48    | 54    | 51    | 42    | 444,0    | 52.      |

* - nem ért célba